# Lucy Hale

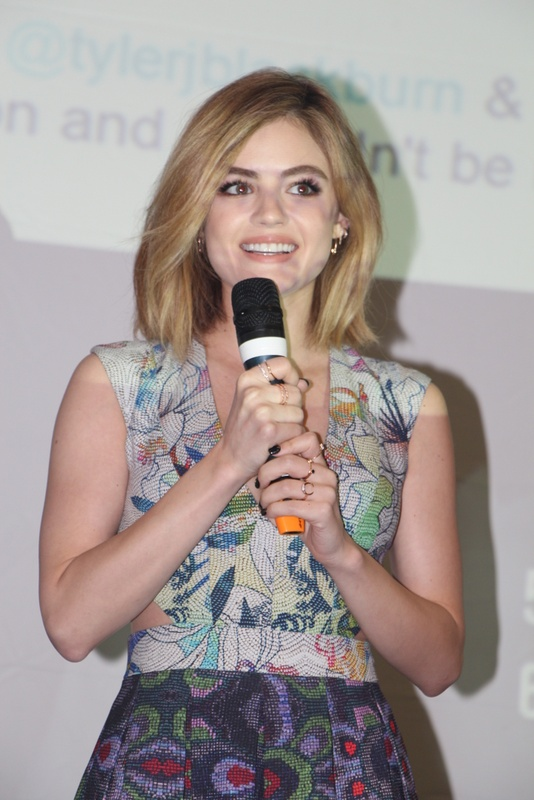
Lucy Hale (2016)

Karen Lucille „Lucy“ Hale (* 14. Juni 1989 in Memphis, Tennessee) ist eine US-amerikanische Schauspielerin und Sängerin. Sie gewann die Reality-Show American Juniors. Bekannt wurde sie durch ihre Rollen als Beca Sommers in Bionic Woman, Rose Baker in Privileged, Sharrie im Horrorfilm Scream 4 und Aria Montgomery in der ABC-Family-Serie Pretty Little Liars.
Zu Beginn ihrer Karriere wurde sie häufig auch Lucy Kate Hale genannt.

## Leben und Karriere
Hale wuchs mit einer älteren Schwester und einem Stiefbruder auf. Als Kind erhielt sie Gesangsunterricht, und von 2003 bis 2005 war sie Mitglied der Musikgruppe American Juniors, die einige Alben veröffentlichte. Sie gab ihr Schauspieldebüt in einer Folge der Fernsehserie Neds ultimativer Schulwahnsinn aus dem Jahr 2005. Nach einigen weiteren Gastauftritten in Fernsehserien spielte sie eine größere Rolle in der Science-Fiction-Actionserie Bionic Woman aus dem Jahr 2007. In der Komödie Eine für 4 – Unterwegs in Sachen Liebe (2008) trat sie an der Seite von Alexis Bledel (deren jüngere Schwester sie verkörperte), America Ferrera, Blake Lively und Amber Tamblyn auf. Von 2008 bis 2009 spielte Hale eine Hauptrolle in der Serie Privileged, die jedoch nach der ersten Staffel abgesetzt wurde. Außerdem hatte sie noch einige Gastauftritte in Die Zauberer vom Waverly Place und spielte dabei die Freundin von Justin Russo (David Henrie). Von 2010 bis 2017 spielte Hale in der Serie Pretty Little Liars die Rolle der Aria Montgomery.
Hales Musik wurde unter anderem von Shania Twain, Faith Hill und vor allem von Britney Spears’ Baby One More Time beeinflusst. Sie sang den Titelsong zum Film Cinderella Story: Es war einmal ein Lied und nahm drei weitere Lieder für den Soundtrack auf. 2012 schloss Hale einen Plattenvertrag mit Hollywood Records ab. 2014 veröffentlichte sie ihre Debütsingle You Sound Good to Me und ihr erstes Album Road Between, das Platz 4 der US-Countrycharts und Platz 14 der US-Billboard-Charts erreichte.
2012 machte Hale bekannt, früher unter einer Essstörung gelitten zu haben.

## Filmografie (Auswahl)
- 2003: American Juniors (Castingshow, 17 Episoden)
- 2005: Neds ultimativer Schulwahnsinn (Ned’s Declassified School Survival Guide, Fernsehserie, Episode 2x07)
- 2006: Secrets of a Small Town (Fernsehserie, Episode 1x01)
- 2006: Drake & Josh (Fernsehserie, Episode 3x14)
- 2006: O.C., California (The O.C., Fernsehserie, Episode 3x24)
- 2006: Bionic Woman (Fernsehserie, 8 Episoden)
- 2007: American Family (Fernsehfilm)
- 2007–2008: Die Zauberer vom Waverly Place (Wizards of Waverly Place, Fernsehserie, 2 Episoden)
- 2007, 2014: How I Met Your Mother (Fernsehserie, 2 Episoden)
- 2008: Eine für 4 – Unterwegs in Sachen Liebe (The Sisterhood of the Traveling Pants 2)
- 2008: The Apostles (Fernsehfilm)
- 2008–2009: Privileged (Fernsehserie, 18 Episoden)
- 2009: Fear Island – Mörderische Unschuld (Fear Island, Fernsehfilm)
- 2009: Ruby & The Rockits (Fernsehserie, Episode 1x10)
- 2009: Sorority Wars (Fernsehfilm)
- 2009: Private Practice (Fernsehserie, Episode 3x04)
- 2010: CSI: Miami (Fernsehserie, Episode 8x12)
- 2010–2017: Pretty Little Liars (Fernsehserie, 160 Episoden)
- 2011: Scream 4
- 2011: Cinderella Story – Es war einmal ein Lied (A Cinderella Story: Once Upon a Song)
- 2012: Punk’d (Fernsehserie, Episode 9x05)
- 2012: Das Geheimnis der Feenflügel (Secret of the Wings, Stimme)
- 2013: Hey Tucker! (Fernsehserie, 2 Episoden)
- 2014: Baby Daddy (Fernsehserie, Episode 3x04)
- 2014: TinkerBell und die Piratenfee (The Pirate Fairy, Stimme)
- 2018: The Unicorn
- 2018: Wahrheit oder Pflicht (Truth or Dare)
- 2018: Life Sentence (Fernsehserie, 13 Episoden)
- 2018: Dude
- 2019: Trouble (Stimme)
- 2020–2021: Riverdale (Fernsehserie, Episode 4x12, 5x04)
- 2020: Katy Keene (Fernsehserie, 13 Episoden)
- 2020: Fantasy Island
- 2020: Day by Day (Podcast, Episode 1x22)
- 2020: Son of the South
- 2020: Brave Mädchen tun das nicht (A Nice Girl Like You)
- 2021: Küss mich, Mistkerl! (The Hating Game)
- 2021: Ragdoll (Fernsehserie, 6 Episoden)
- 2022: Borrego
- 2022: Big Gold Brick
- 2022: The Storied Life of A.J. Fikry
- 2023: Inside Man
- 2023: Puppy Love – Hunde zum Verlieben (Puppy Love)
- 2023: Which Brings Me to You
- 2024: Mort in Sherman Oaks (Running On Empty)
- 2024: F*** Marry Kill

## Auszeichnungen
| Jahr | Award                 | Kategorie                                    | Rolle / Bezug                                                      |
| ---- | --------------------- | -------------------------------------------- | ------------------------------------------------------------------ |
| 2010 | Teen Choice Award     | Choice Summer TV Star: Female                | für die Rolle der Aria Montgomery in der Serie Pretty Little Liars |
| 2011 | Teen Choice Award     | Choice Summer TV Star: Female                | für die Rolle der Aria Montgomery in der Serie Pretty Little Liars |
| 2011 | Young Hollywood Award | Cast To Watch                                | für die Rolle der Aria Montgomery in der Serie Pretty Little Liars |
| 2012 | Teen Choice Award     | Choice TV Actress – Drama/Action Adventure   | für die Rolle der Aria Montgomery in der Serie Pretty Little Liars |
| 2013 | Teen Choice Award     | Choice Summer TV Star: Female                | für die Rolle der Aria Montgomery in der Serie Pretty Little Liars |
| 2013 | Young Hollywood Award | Cross-Over des Jahres                        | für die Rolle der Aria Montgomery in der Serie Pretty Little Liars |
| 2014 | Teen Choice Award     | Choice TV Actress – Drama/Action Adventure   | für die Rolle der Aria Montgomery in der Serie Pretty Little Liars |
| 2014 | People’s Choice Award | Favorite Cable TV Actress                    | für die Rolle der Aria Montgomery in der Serie Pretty Little Liars |
| 2015 | Teen Choice Award     | Choice TV Actress – Drama/Action Adventure   | für die Rolle der Aria Montgomery in der Serie Pretty Little Liars |
| 2017 | Teen Choice Award     | Choice TV Actress – Drama/Action Adventure   | für die Rolle der Aria Montgomery in der Serie Pretty Little Liars |
| 2021 | Goldene Himbeere      | Nominiert als schlechteste Nebendarstellerin | Fantasy Island                                                     |

## Diskografie (Auswahl)
Alben
| Jahr | Titel        |
| ---- | ------------ |
| 2014 | Road Between |

Singles
| Jahr | Titel                | Album        |
| ---- | -------------------- | ------------ |
| 2014 | You Sound Good to Me | Road Between |
| 2014 | Lie a Little Better  | Road Between |

Soundtracks
| Jahr | Lied                       | Album                                |
| ---- | -------------------------- | ------------------------------------ |
| 2003 | I’m Gonna Make You Love Me | Kids in America                      |
| 2011 | Run this Town              | A Cinderella Story: Once Upon a Song |
| 2011 | Make You Believe           | A Cinderella Story: Once Upon a Song |
| 2011 | Bless Myself               | A Cinderella Story: Once Upon a Song |
| 2011 | Extra Ordinary             | A Cinderella Story: Once Upon a Song |

### American Juniors
- 2004: American Juniors

Soundtracks
| Jahr | Lied            | Album           |
| ---- | --------------- | --------------- |
| 2003 | One Step Closer | Kids in America |
| 2003 | Kids in America | Kids in America |